# Добринь
Добри́нь — село в Україні, у Іршанській селищній територіальній громаді Коростенського району Житомирської області. Населення становить 420 осіб (2001).

## Географія
Добринь розташоване в межах природно-географічного краю Полісся і за 42 км від районного центру — міста Коростень. Найближча залізнична станція — Нова Борова, за 20 км. Через село протікає річка Добринка, ліва притока Тростяниці.

## Історія

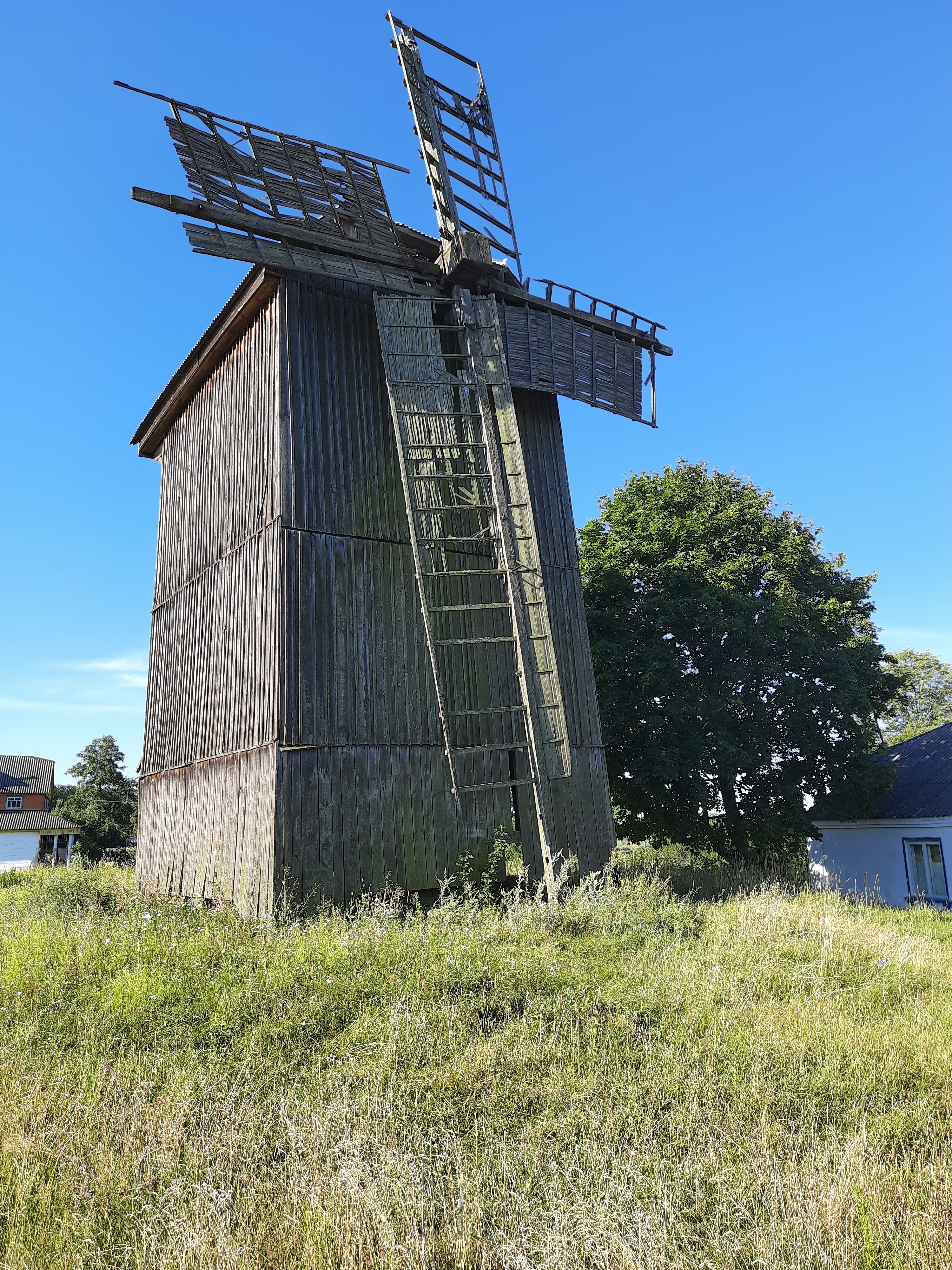
Вітряк село Добринь

Добринь засноване на початку XIX століття.
У 1906 році в селі мешкало 808 осіб, налічувалось 128 дворових господарств.
У 1932–1933 роках Добринь постраждало від Голодомору. За свідченнями очевидців кількість померлих склала щонайменше 3 особи.
Упродовж німецько-радянської війни участь у бойових діях брали 278 місцевих жителів, з них 151 особа загинула, 98 — нагороджено орденами і медалями.
На початку 1970-х років у селі діяли центральна садиба колгоспу «Іскра», восьмирічна школа, будинок культури, бібліотека із книжковим фондом 7,9 тисяч примірників, фельдшерсько-акушерський пункт і відділення зв'язку.
До 10 серпня 2015 року — адміністративний центр Добринської сільської ради Володарсько-Волинського району Житомирської області.
17 липня 2020 року, в результаті адміністративно-територіальної реформи та ліквідації Хорошівського району, село увійшло до складу Коростенського району.

## Населення
За даними перепису 2001 року населення села становило 420 осіб, з них 99,29 % зазначили рідною українську мову, а 0,71 % — російську.

## Релігія
- Церква Різдва Пресвятої Богородиці[8]

## Соціальна сфера
- Добринський навчально-виховний комплекс «Школа–дитячий садок» І-ІІІ ступенів (вул. Леніна, 31)[9]

## Пам'ятки
- 1961 року встановлено пам'ятник на честь 8 радянських воїнів, які загинули у боях за Добринь під час німецько-радянської війни[1].
- Добринські дуби.